# Ephedra tweediana
Ephedra tweediana — вид голонасінних рослин класу гнетоподібних.

## Поширення, екологія
Знаходиться у пд. Бразилії ц. та пн. Аргентині й Уругваї. Зустрічається від рівня моря до 1000 м. Цей чіпкий чагарник часто зустрічається у вологих лісах) і рідколіссях, як правило, у більш вологих умовах, ніж інші ефедри в цьому регіоні.

## Використання
Стебла більшості членів цього роду містять алкалоїд ефедрин і є цінними в лікуванні бронхіальної астми та багатьох інших скарг дихальної системи.

## Загрози та охорона
Має декоративне значення і культивовані для садової торгівлі. Значна частина процесу вирубок, відбувається в Уругваї в розмірі 50 000 га в рік, які спричиняють загрозу природному лісу. Перетворення землі для сільського господарства в регіоні також є суттєвою проблемою. Росте в кількох охоронних територіях, в тому числі порт. Itapuã State Park та порт. Reserva Biológica do Lami в Бразилії. 